# Gary Francione
Gary Lawrence Francione (født 29. maj 1954) er en amerikansk jurist kendt for sine værker om dyreret og dyr indenfor jura. Han er en af pionererne indenfor det abolitionistsk syn på dyrs rettigheder, og han taler for at dyrevelfærd er teoretisk og praktisk uholdbart. Francione fastholder at den moralske grundlinje for et abolitionistisk synspunkt bør være veganisme, eller total afvisning af forbrug af alle former for dyreprodukter. Franciones arbejde med dyreret fokuserer hovedsageligt på tre punkter: Dyrs status som ejendom, forskellen mellem dyreret og dyrevelfærd og en teori om dyrs rettigheder baseret på, at dyr er sansende.